# Landesstudierendenvertretung
Eine Landesstudierendenvertretung ist in Deutschland ein Zusammenschluss von Studierendenvertretungen in einem Bundesland zur Vertretung gemeinsamer Interessen gegenüber Landesregierung und -gesetzgeber. In einigen Bundesländern (Bayern, Brandenburg, Mecklenburg-Vorpommern, Sachsen, Thüringen) sind diese Vertretungen im Landeshochschulgesetz verbindlich festgeschrieben; Rheinland-Pfalz und Sachsen-Anhalt sehen ferner die Möglichkeit ihrer Bildung vor. In den übrigen Bundesländern bestehen diese Zusammenschlüsse auf freiwilliger Grundlage.
In den westdeutschen Bundesländern werden diese Zusammenschlüsse traditionell als Landes-ASten-Konferenz (LAK) oder -Treffen (LAT) bezeichnet. 

## Liste der Landesstudierendenvertretungen
| Bundesland             | Landesstudierendenvertretung                                                                                    | Website                          | Rechtliche Grundlage | Kommentar |
| ---------------------- | --- | -------------------------------- | --- | --- |
| Baden-Württemberg      | Landesstudierendenvertretung Baden-Württemberg (LaStuVe BaWü) LandesAStenKonferenz Baden-Württemberg (LAK BaWü) | https://lastuve-bawue.de/        | vereinsrechtlich (Förderverein der Landesstudierendenvertretung Baden-Württemberg e. V.) – freiwilliger Zusammenschluss | Die LandesAStenKonferenz ist das Legislativorgan der Landesstudierendenvertretung Baden-Württemberg.                     |
| Bayern                 | Bayerischer Landesstudierendenrat (BayStuRa)                                                                    | https://baystura.de/             | § 28 BayHIG | Als Nachfolgeorganisation der LAK Bayern (Landes-ASten-Konferenz) konstituiert im Juli 2023                              |
| Berlin                 | LandesAstenKonferenz Berlin (LAK Berlin)                                                                        | https://lak-berlin.de            | freiwilliger Zusammenschluss                                                                                            | |
| Brandenburg            | Brandenburgische Studierendenvertretung (BrandStuVe)                                                            | http://brandstuve.org            | § 16 Abs. 6 BbgHG | |
| Bremen                 | Landes-ASten-Konferenz Bremen (LAK Bremen)                                                                      | https://www.lak-bremen.de        | freiwilliger Zusammenschluss                                                                                            | |
| Hamburg                | Landes-ASten-Konferenz Hamburg (LAK Hamburg)                                                                    |                                  | | |
| Hessen                 | Landes-ASten-Konferenz Hessen (LAK Hessen)                                                                      | https://lakhessen.org/           | Vereinseintragung in Arbeit                                                                                             | nicht zu verwechseln mit der Landesstudierendenvertretung Hessen, die die Landesvertretung der Fachschulstudierenden ist |
| Mecklenburg-Vorpommern | Landeskonferenz der Studierendenschaften Mecklenburg-Vorpommern (LKS M-V)                                       |                                  | § 25 Abs. 6 LHG M-V | |
| Niedersachsen          | LandesAStenKonferenz Niedersachsen (LAK Niedersachsen)                                                          | https://www.lak-niedersachsen.de | freiwilliger Zusammenschluss                                                                                            | |
| Nordrhein-Westfalen    | Landes-ASten-Treffen Nordrhein-Westfalen (LAT NRW)                                                              | https://latnrw.de                | freiwilliger Zusammenschluss                                                                                            | |
| Rheinland-Pfalz        | LandesAStenKonferenz Rheinland-Pfalz (LAK RLP)                                                                  | https://www.lak-rlp.org          | § 107 Abs. 5 HochSchuG                                                                                                  | |
| Saarland               | Landes-ASten-Konferenz Saarland                                                                                 |                                  | | |
| Sachsen                | Konferenz Sächsischer Studierendenschaften (KSS)                                                                | https://www.kss-sachsen.de/      | § 28 SächsHSFG | |
| Sachsen-Anhalt         | Studierendenrätekonferenz Sachsen-Anhalt (SRK St)                                                               |                                  | § 65 Abs. 6 HSG LSA | |
| Schleswig-Holstein     | Landes-ASten-Konferenz Schleswig-Holstein                                                                       | https://lak-s-h.de               | freiwilliger Zusammenschluss                                                                                            | |
| Thüringen              | Konferenz Thüringer Studierendenschaften (KTS)                                                                  | https://www.kts-thueringen.de    | § 75 ThürHG | |